# Earth Radiation Budget Satellite
Earth Radiation Budget Satellite (ERBS) var en NASA-satellit som sköts upp 5 oktober 1984 med Challenger. Ursprungligen antogs den operera i två år, men den gav information under mer än tjugo år och avslutade sin verksamhet 14 oktober 2005.